# Maclura tricuspidata
Maclura tricuspidata Carrière è una pianta della famiglia delle Moracee diffusa in Cina, Vietnam e Corea. I suoi nomi comuni sono ci, ci cinese, mora di gelso cinese, gelso spinoso.

## Descrizione
È un albero dioico, (cioè con sessi distinti su piante separate) deciduo a foglie alterne.
La pianta ha tendenza a produrre facilmente polloni dalla base, costituendo alla fine una sorta di boscaglia a fusti multipli, può raggiungere altezze di 6-8 metri e, se opportunamente condotto, avere fusto singolo.

I rami giovani sono spinosi, la parte adulta dell'albero riduce notevolmente la spinosità fino alla completa assenza di spine nel legno maturo.

Le piante femmine sono sensibilmente più grandi e robuste dei maschi.

### Foglie
Le foglie sono allungate o lanceolate in origine nettamente trilobate con lobo centrale lungo fino al doppio dei lobi laterali, piuttosto robuste, a superficie superiore verde scuro ad apparenza cerosa, il verso è più chiaro e leggermente peloso, soprattutto alle nervature. La pianta presenta netta eterofillia, alcune piante hanno lobature ridotte, così come in alcune piante al passaggio alla fase adulta si ha una progressiva tendenza a ridurre la entità delle lobature fino ad avere foglie lanceolate pressoché intere.

### Fiori
I fiori sono giallo-verdastri molto piccoli, numerosi, raccolti in una infiorescenza sferica convessa della dimensione di un pisello.
Alla fioritura i fiori delle piante maschili, producendo polline giallo su numerose piccole antere, assumono un colore giallo.
I fiori femminili anche loro raccolti in una infiorescenza sferica, raccolgono il polline con numerosi piccoli stigmi gialli.
La fecondazione è anemofila (veicolata dal vento). 
Raramente sono state individuate alcune piante maschili portatrici di alcuni (pochi) fiori femminili, e quindi di qualche frutto. 
La produzione delle foglie e la fioritura sono tardive, successive a quelle del melo.

### Frutti
I frutti sono analoghi a quelli delle more da gelso, sono infruttescenze di forma globosa, nettamente tondi, ottenuti dalla unione di singoli frutticini: la infruttescenza ha diametro da 2,5 a 5 cm, di colore dal rosso vivo al rosso brunastro, anche in funzione della varietà.
All'interno sono contenuti piccoli semi. 
La polpa a maturità è succosa e di colore rosso.
Il sapore della polpa è però diverso da quella della mora da gelso, è piuttosto insipida a frutto immaturo e solo a piena maturità, quando il frutto scurisce sensibilmente, assume il sapore gradevole che è definito “di anguria molto dolce”.
Il frutto, soprattutto se immaturo, ha sapore acidulo e leggermente resinoso.
Il contenuto in zuccheri è elevato, equivalente a quello dei fichi.
Diversamente dal gelso i frutti non cadono facilmente. In caso di clima freddo si ha la caduta precoce delle foglie con i frutti che restano sui rami, l'albero spoglio con i frutti rosso scuro pendenti dai rami è considerato molto decorativo.

## Distribuzione e habitat
La pianta è originaria della Cina continentale con clima relativamente caldo in estate e molto freddo in inverno.
La pianta di Ci è molto robusta e resistente al freddo, resiste a -28 -30 °C, non ha esigenze di terreno particolari, crescendo in terreni di ripa, delle scarpate stradali e dei pendii naturali fino a 2000 metri di quota nel paese di origine (Cina), cresce facilmente sia in terreno acido che neutro che calcareo, tollera terreno sabbioso.

## Coltivazione
La coltivazione è normalmente effettuata in posizione soleggiata e calda.
I frutti non raccolti si degradano e cadono al suolo, e se calpestati lo imbrattano, per cui normalmente le piante non sono collocate lungo strade di transito pedonale o veicolare, come d'altra parte accade anche per il gelso bianco o nero. 
La pianta è piuttosto resistente al vento, come lo è d'altra parte anche il gelso.
Una delle maniere di ottimizzare la coltivazione per alberi isolati è di piantare una pianta maschile ed una femminile l'una vicina all'altra (30–60 cm), e condurle nella crescita, mediante potature, assieme in un'unica chioma, assegnando circa un quarto del volume alla pianta maschile e tre quarti alla femminile.
Questo si realizza facilmente dato che appunto i maschi sono meno vigorosi della femmina.
Ad evitare l'eccessiva produzione di getti dalla base che costringe a continue potature, si pratica con successo l'innesto della specie su Maclura pomifera (Pommier des Osages), che mantiene più facilmente la struttura di albero singolo.

### Potatura
La potatura considera la eliminazione del 50% dei rami di vecchia vegetazione e l'accorciamento di quelli di nuova.
Data la tendenza che ha la pianta ad infittire la massa dei rami “a cespuglio” sono opportune potature di sfoltimento.
Dato che i rami tendono a ricadere di norma sono dotati di supporti o tutori che li mantengano sollevati.

### Raccolta
I frutti maturano (diversamente che dal gelso), in autunno e spesso rimangono sull'albero fino alle prime gelate. 
I frutti, diversamente che per il frutti del gelso, non cadono a maturità e devono essere raccolti staccandoli singolarmente.
È molto importante riconoscere lo stato di maturazione dei frutti che non è dato dalla facilità al distacco naturale, come avviene nel gelso, ma è dato dalla consistenza del frutto e dal colore che diventa rosso scuro ed in alcuni punti nerastro.
I frutti maturi possono essere conservati per qualche giorno in frigo.

## Avversità
Non si conoscono malattie che colpiscano la pianta.
Uccelli ed erbivori possono essere attratti da frutti e dalle foglie dell'albero.

## Usi
Il consumo è con frutti freschi, ma i frutti possono essere cucinati in vari modi, anche consumati con altra frutta a integrare e correggere con il proprio tono dolce-acidulo il sapore del complesso.
Frullando i frutti e togliendo i semi con un colino si ha un succo, che è definito “delizioso”.
I frutti sono apprezzati in Cina e nei paesi di origine, ed esiste anche un discreto e diffuso mercato locale per tale tipo di frutti. La mediocre durata a frutto raccolto ne rende possibile solo una limitata diffusione commerciale; (non potrà mai avere una grande diffusione commerciale per il consumo di frutto fresco).
Le foglie degli alberi di Ci, appartenendo alla stessa famiglia del gelso, sono state usate in Cina in epoche passate come cibo di soccorso in casi di mancanza di foglie di gelso, per il baco da seta.
Dalle radici viene estratta una sostanza colorante gialla.

## Riproduzione
La riproduzione per seme è possibile con semi estratti da frutti maturi ed immediatamente seminati, ma non assicura le caratteristiche di varietà, inoltre la identificazione del sesso è possibile con certezza solo alla fioritura, che può avvenire dopo 8 anni, ma anche a 10 anni dalla semina.
La moltiplicazione vegetativa si può ottenere per talea erbacea medio estiva, trattata con ormoni radicanti.
Come si è detto può essere innestata su Maclura pomifera.